# Musée d’architecture populaire et d’ethnographie de Pyrohiv
Le musée d’architecture populaire et d’ethnographie de Pyrohiv est un établissement culturel de plein air situé dans le raïon de Holossiïv à Kiev (ukrainien : Національний музей народної архітектури та побуту України).

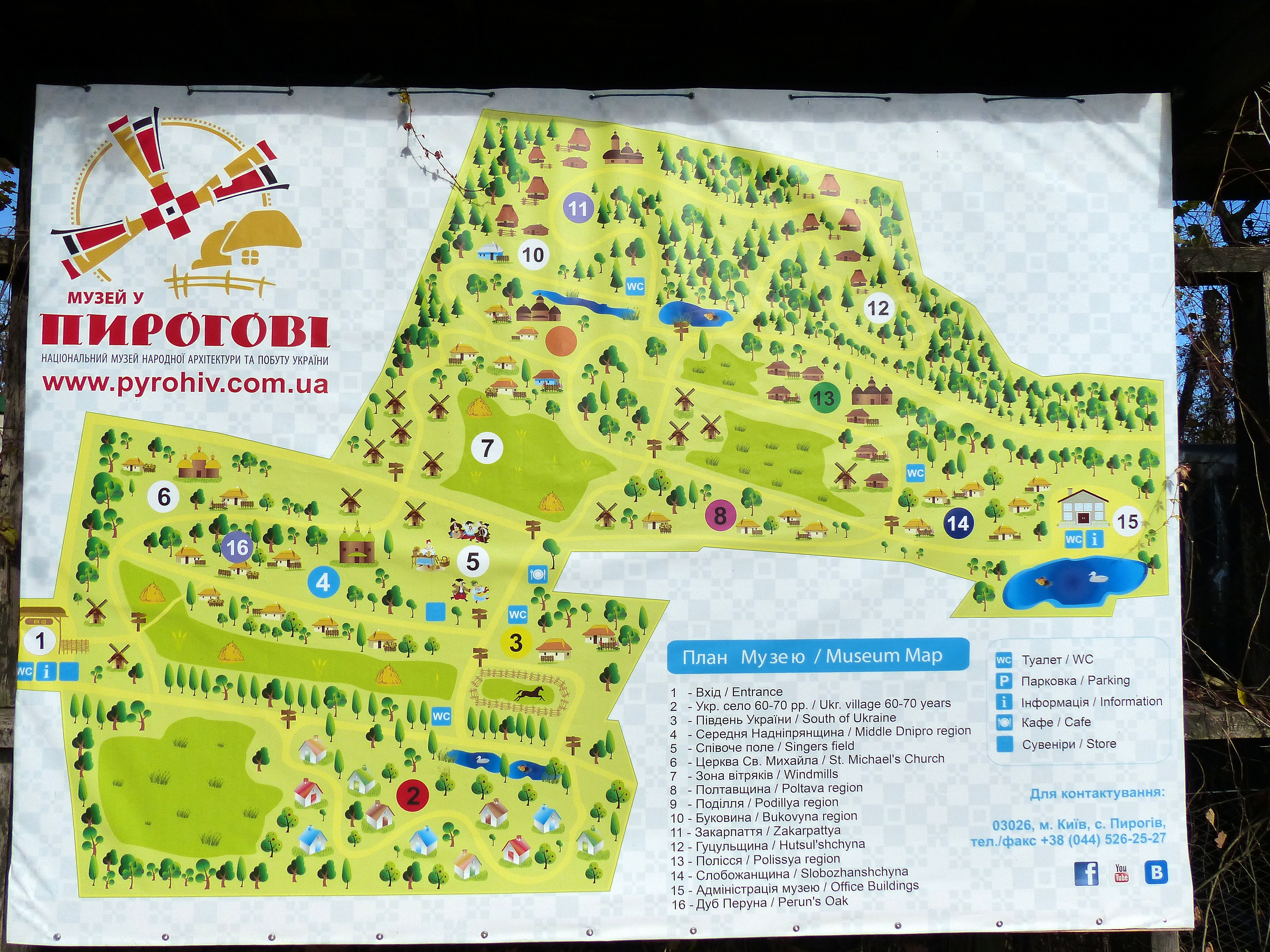
son plan.

Il se situe sur un village connu comme possession du monastère de la Laure des Grottes de Kiev en 1627 mais habité dés l'âge de bronze. On trouve dans ce musée trois cents bâtiments et plus de soixante-dix mille objets.

## En images

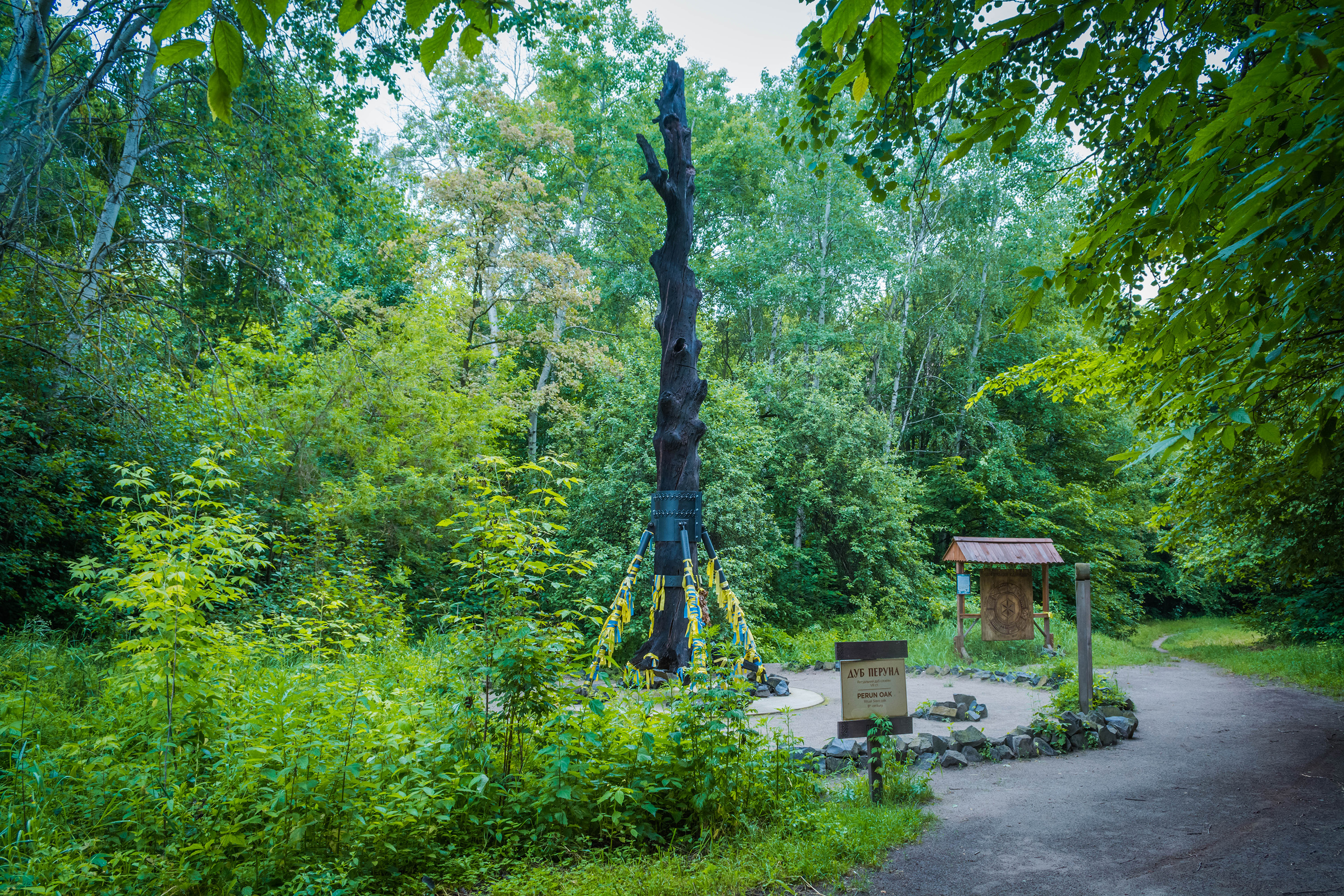
Chêne Peroun classé[1].
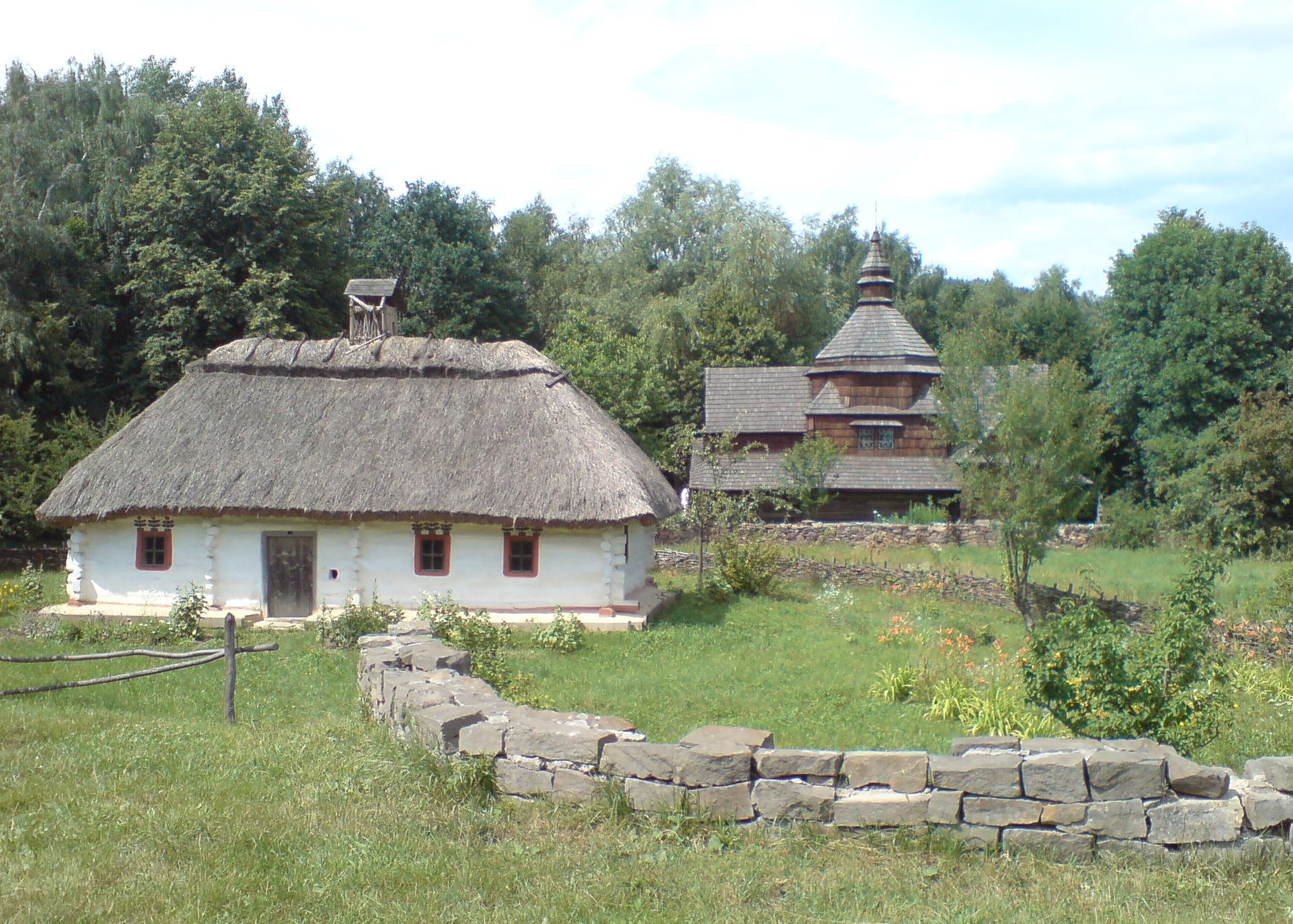
Maison au toit de chaume et église en bois classées[1],
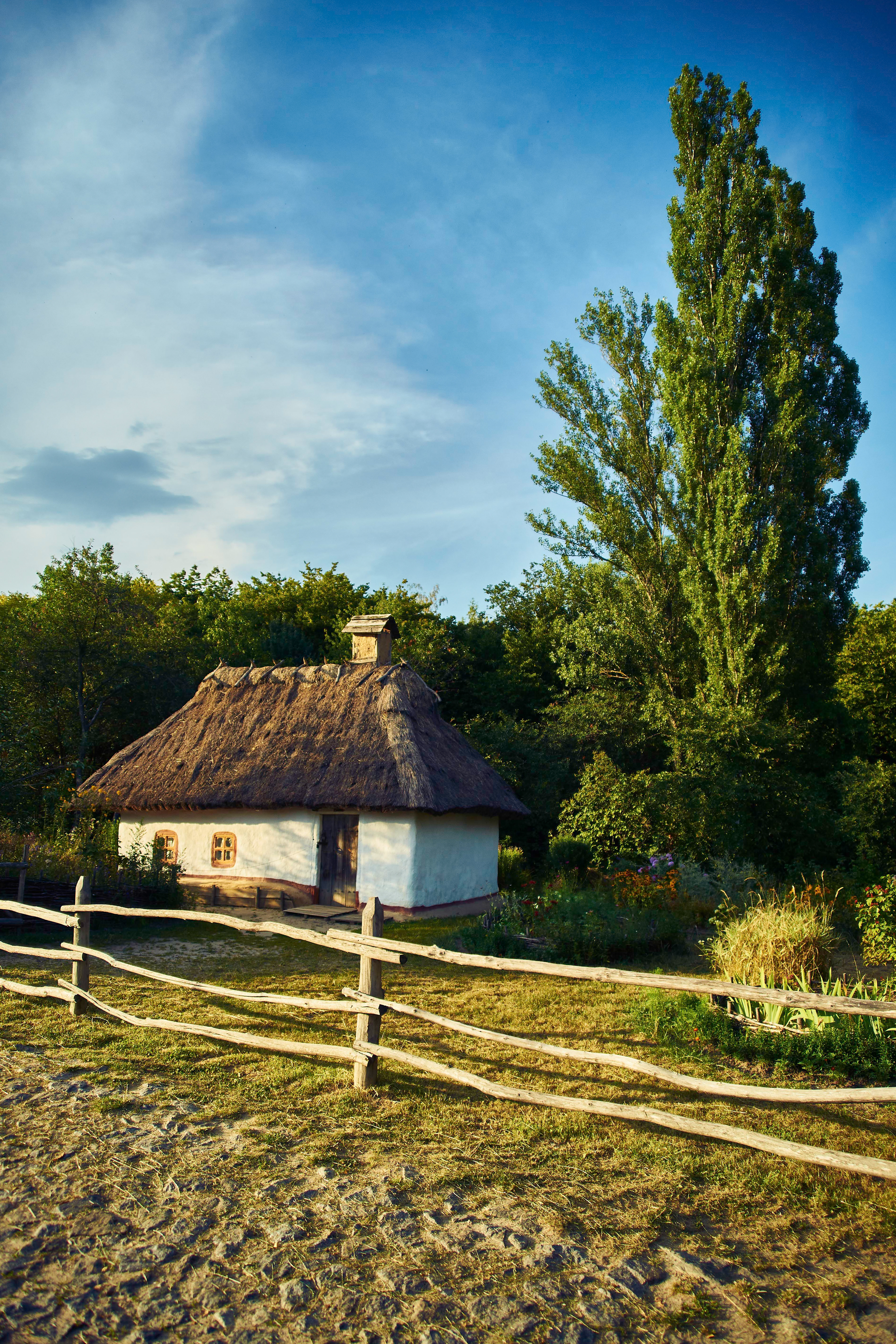
maison Nemoroj classée[2],
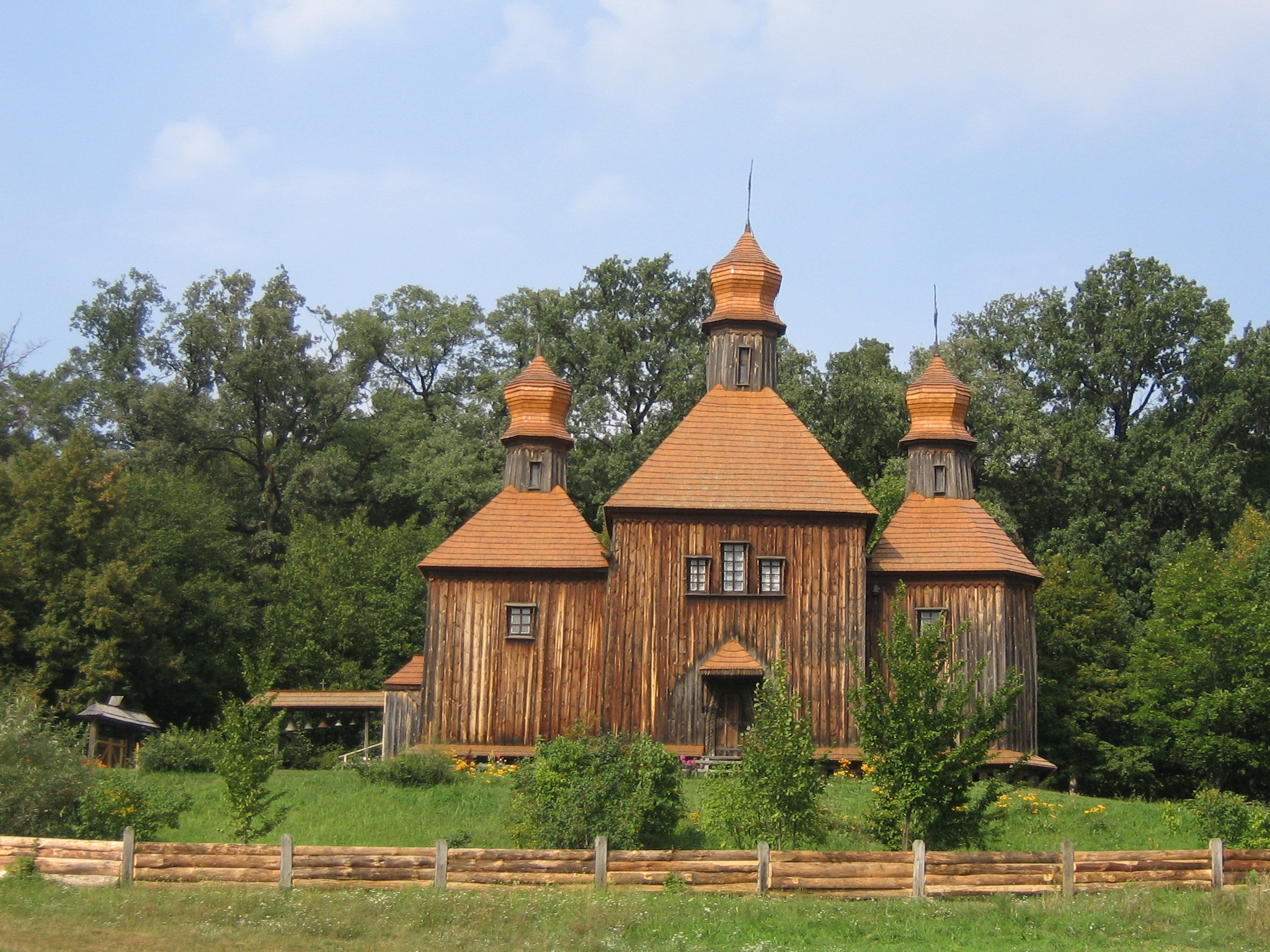
église st-Michel classée[3],
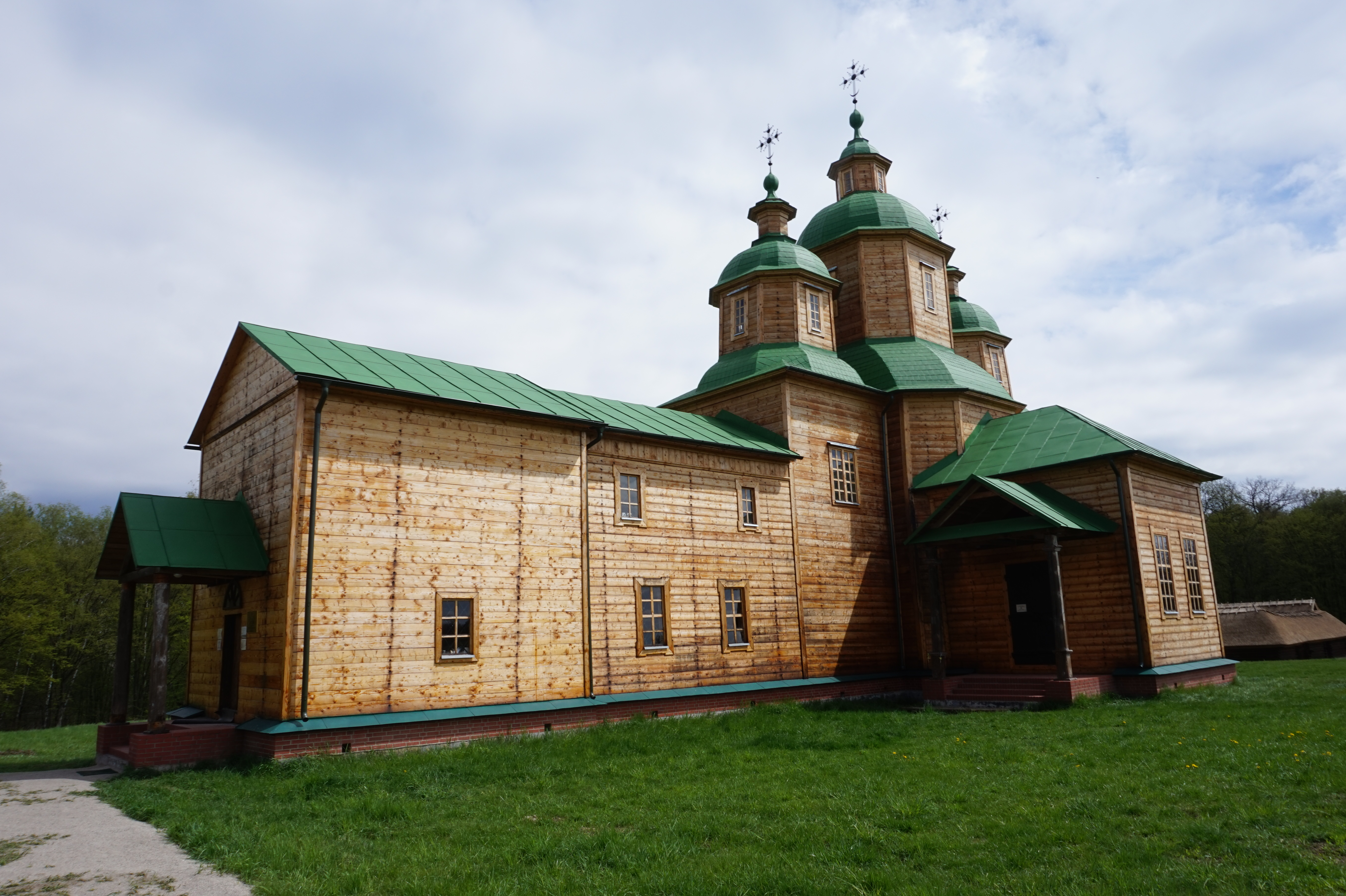
église st-Nicolas classée[4],
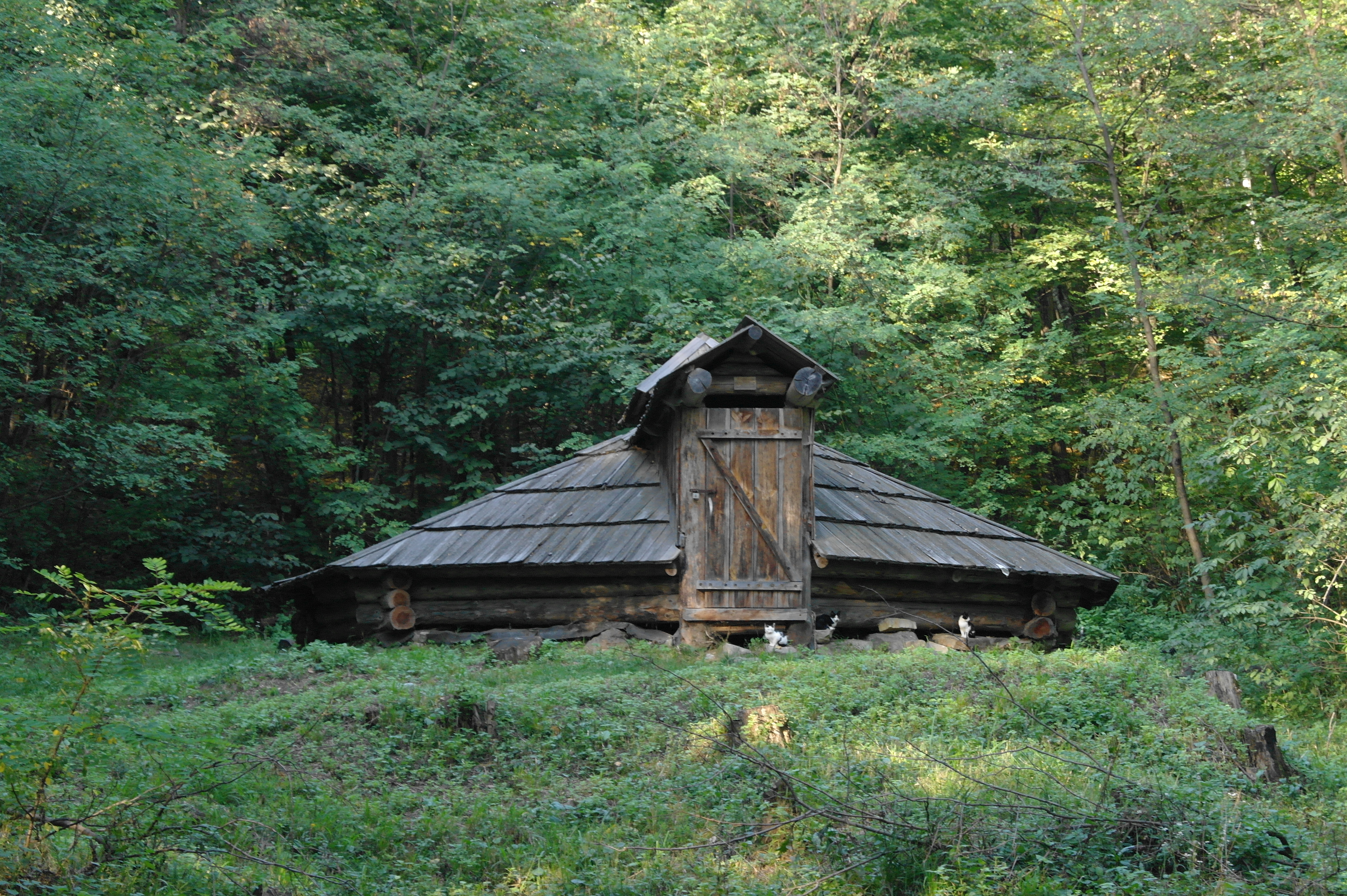
Kolyba classée[5],
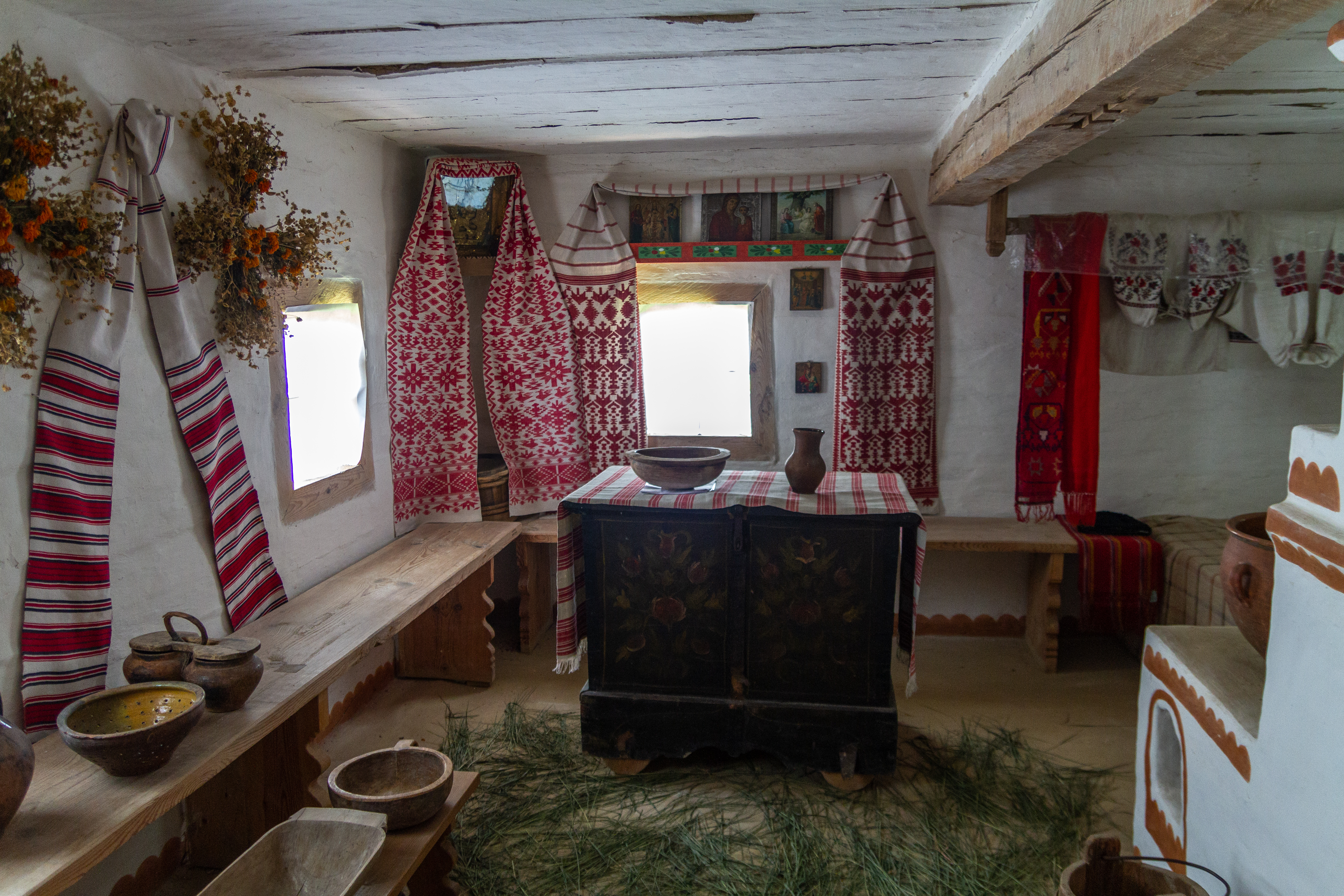
salle d'exposition
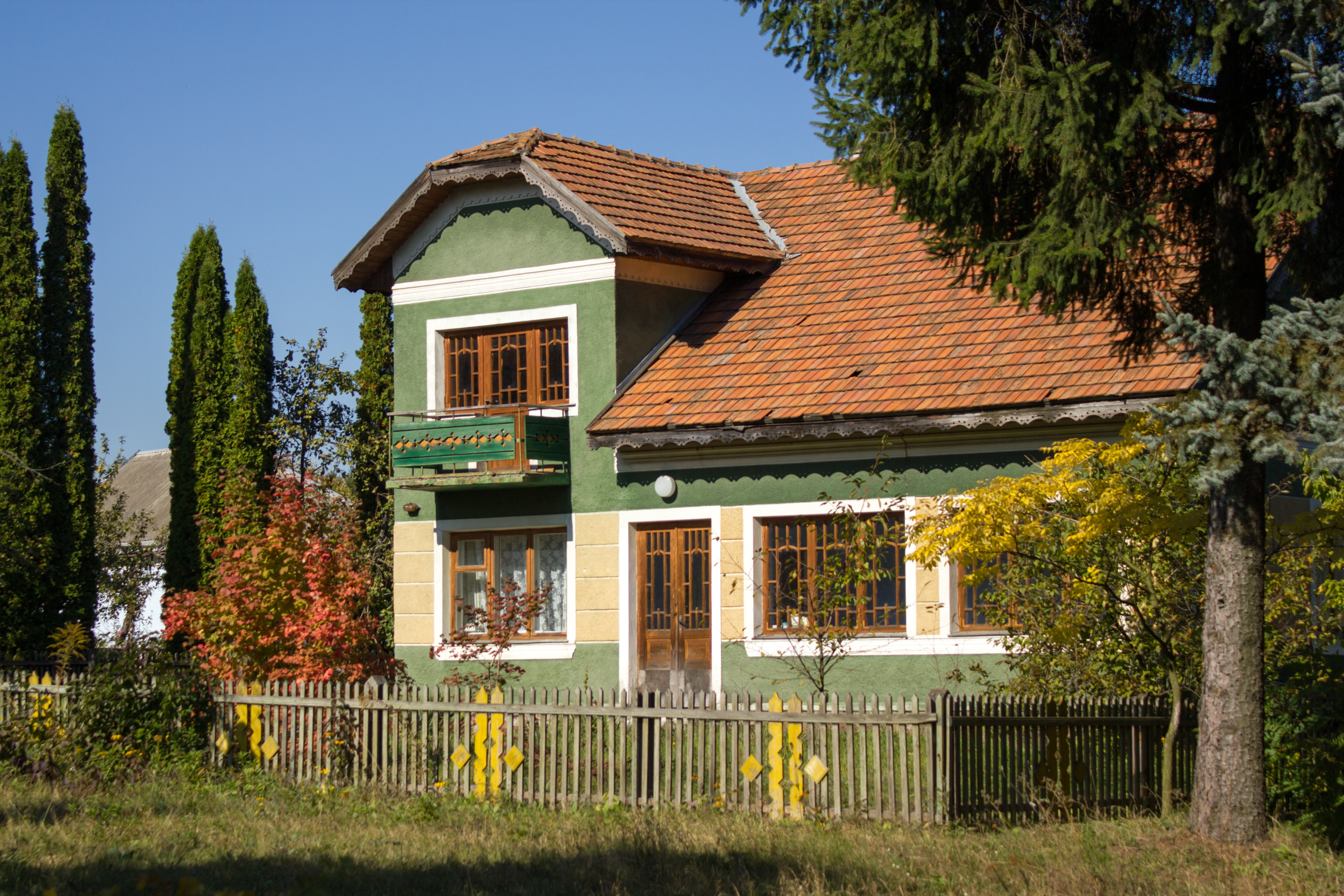
maison des années 60 classée[1],
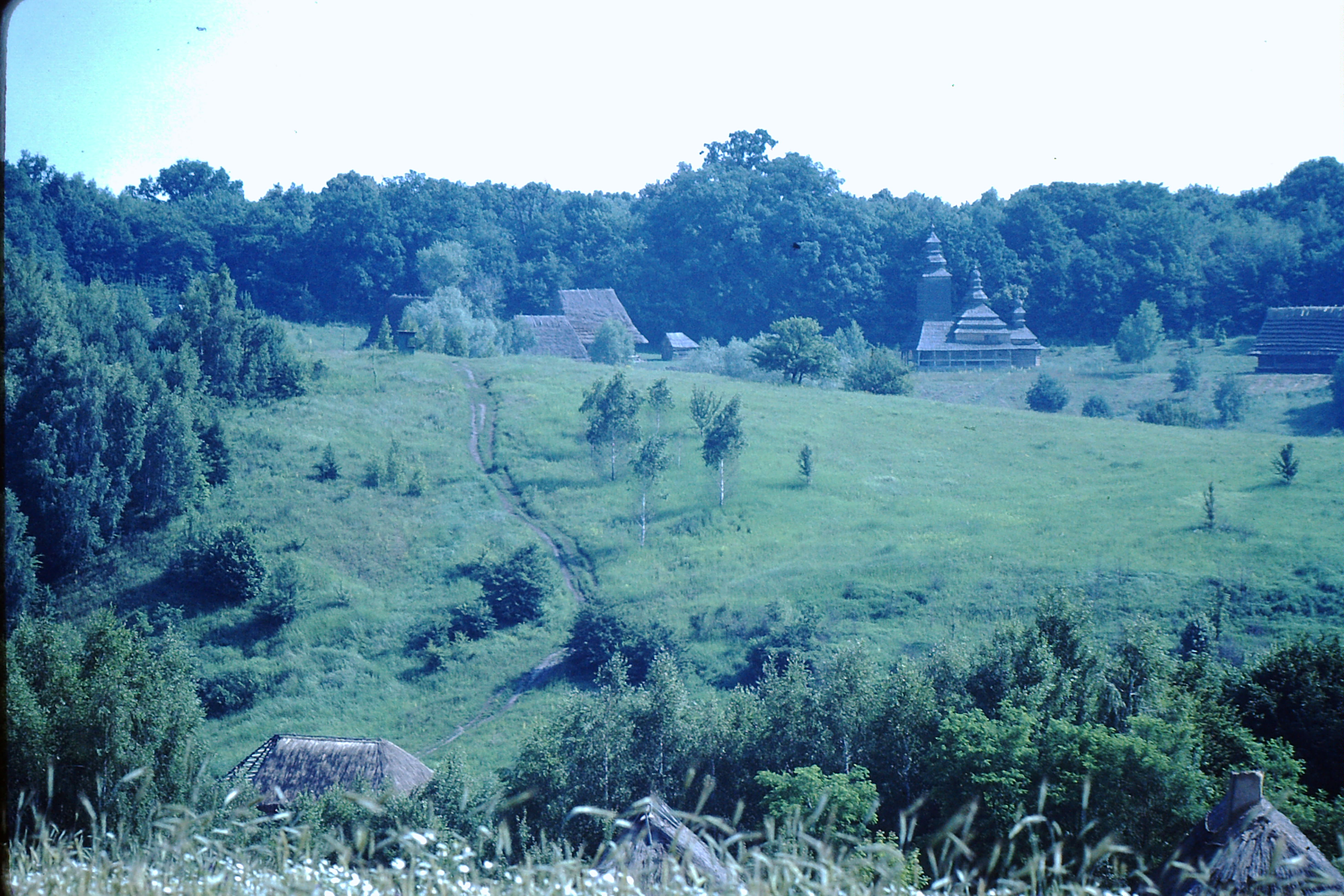
dans son espace paysagé,
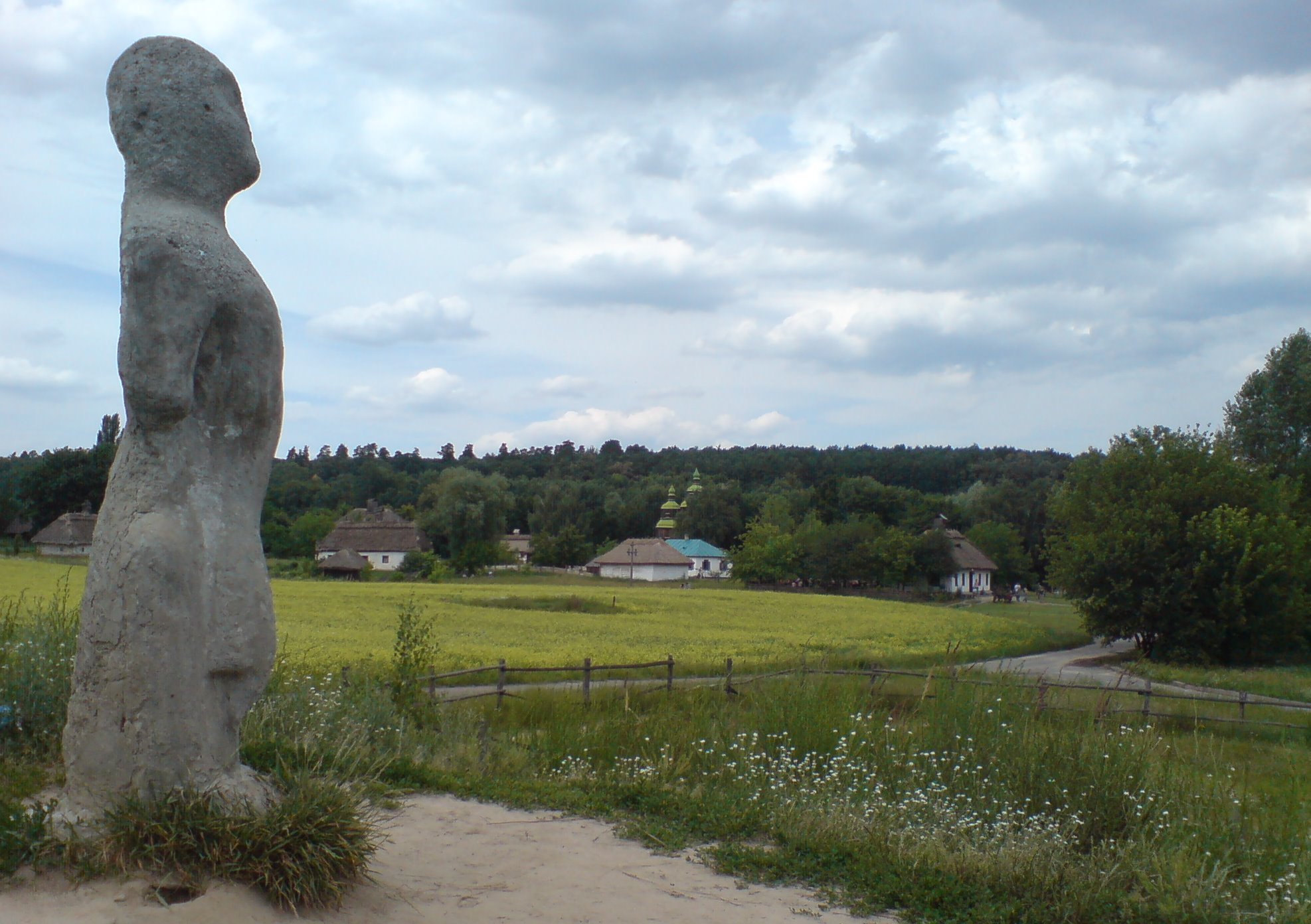
une statue des Coumans.

- Liste de musées en Ukraine .